# Marcus Vettius Bolanus
Marcus Vettius Bolanus (ca. 33 n.Chr. - 71 n.Chr.) was een Romeinse generaal en politicus.
Bolanus diende in 62 n.Chr. in Asia onder Corbulo. Vier jaar later in 66 n.Chr. was hij consul.
Halverwege het jaar 69 n.Chr, de strijd om de macht in het vierkeizerjaar was nog volop aan de gang, werd Bolanus door de kortstondig keizer zijnde Vitellius benoemd tot gouverneur van Britannia. Het gezag van zijn voorganger, Marcus Trebellius Maximus, was zodanig ondermijnd dat hij door een muiterij onder leiding van Marcus Roscius Coelius, de commandant van Legio XX Valeria Victrix, gedwongen werd te vluchten. Bolanus werd bij zijn komst naar Britannia vergezeld door Legio XIV Gemina, dat in 67 n.Chr uit Britania was teruggetrokken en dat nog loyaal was aan Otho, de verslagen tegenstander van Vitellius.
Bolanus werd geconfronteerd met de tweede opstand van de Briganten-leider Venutius. Diens ex-vrouw en koningin van de Briganten, Cartimandua was twintig jaar lang een loyale cliëntkoning geweest. De Romeinen hadden haar tijdens een eerdere opstand van haar ex-man met succes verdedigd. Bij de tweede opstand was Bolanus echter alleen in de gelegenheid om hulptroepen te sturen. Dit was niet genoeg om de opstand neer te slaan; Cartimandua moest vluchten, waarna haar koninkrijk in handen van Venutius viel.
Tegen het einde van het jaar 69 n.Chr. zat Vespasianus stevig op de keizerlijke troon. Hij ging ertoe over om de centrale macht vanuit Rome te herstellen. Het veertiende legioen werd in 70 uit Britannia teruggetrokken om te helpen bij het neerslaan van de Bataafse opstand. Roscius Coelius werd als commandant van XX Valeria Victrix vervangen door Gnaeus Julius Agricola. Bolanus bleef als gouverneur aan tot 71. De dichter Statius spreekt over hem dat hij forten zou hebben opgericht en dat hij trofeeën op een Britse koning zou hebben veroverd. Dit suggereert dat hij in staat bleek om een deel van het tijdens de opstand verloren grondgebied te heroveren. Hij werd opgevolgd door Quintus Petillius Cerialis.

## Voetnoten
1. ↑  Tacitus, Annales XV 3. Gearchiveerd op 9 september 2023.
2. ↑  Tacitus, Agricola 8, Historiae II 97.
3. ↑  Tacitus, Historiae II 65.
4. ↑  Tacitus, Agricola 8.